# Ammophila varipes
Ammophila varipes är en biart som beskrevs av Cresson 1865. Ammophila varipes ingår i släktet Ammophila och familjen grävsteklar. Inga underarter finns listade i Catalogue of Life.